# Eudelus scabrator
Eudelus scabrator là một loài tò vò trong họ Ichneumonidae.